# Kanadistik
Die Kanadistik (engl.: Canadian Studies; franz.: Études canadiennes) ist diejenige Wissenschaftsdisziplin, die sich mit der Geschichte, der Gesellschaft, der Politik, der Kultur und den Sprachen (Englisch, Französisch und indigene Sprachen) Kanadas befasst. Die Kanadistik hat sich als eigenständige Disziplin aus der Amerikanistik entwickelt, die wiederum aus der Anglistik entstanden ist.

## Kanadistik im deutschsprachigen Raum

### Deutschland
Als eigenständiges Studienfach wird die Kanadistik in Deutschland nicht angeboten, allerdings werden kanadistische Inhalte in dem Studiengang Nordamerikastudien vermittelt. An der Universität Trier ist eine Schwerpunktlegung auf Canadian Studies im Rahmen eines Anglistikstudiums möglich. Auch über die Athabasca University, eine kanadische Fernuniversität, ist es möglich, ein solches Studium von Deutschland aus zu belegen.

## Kanadistik in Nordamerika
In Nordamerika selbst, insbesondere in Kanada, ist der Studiengang populärer. Dortige Universitäten empfehlen allerdings den Studierenden, einen sogenannten Double Major zu belegen, also zwei Hauptfächer miteinander statt ein Hauptfach mit einem Nebenfach zu kombinieren. Als zweites Fach werden Geschichte, Politikwissenschaften oder Französisch empfohlen.

### Vereinigte Staaten
In den Vereinigten Staaten werden im Fach Kanadistik derzeit drei Bachelorstudiengänge angeboten (Western Washington University, Bellingham; St. Lawrence University, New York City; University of Maine, Orono). Masters- und Promotionsstudiengänge existieren derzeit (2019) nicht.